# 阿倍宿奈麻呂
阿倍 宿奈麻呂（あべ の すくなまろ）は、飛鳥時代後期から奈良時代前期にかけての公卿。名は少麻呂とも表記される。筑紫大宰帥・阿倍比羅夫の子。官位は正三位・大納言。

## 経歴
持統天皇7年（693年）直大肆に叙せられ、食封50戸を与えられる。
大宝元年（701年）大宝律令の制定に伴う位階制の施行により従五位上となり、翌大宝2年（702年）持統上皇の崩御にあたり造大殿垣司を務めた。従四位下に昇叙された後、慶雲元年（704年）引田朝臣から阿倍朝臣に改姓する。前年の大宝3年（703年）に右大臣・阿倍御主人が薨御しており、宿奈麻呂が阿倍氏の氏上となったか。慶雲2年（705年）中納言3名が増員され、参議の粟田真人や高向麻呂とともに宿奈麻呂が任ぜられるが、宿奈麻呂は参議を経ずに中納言となった初例であった。慶雲4年（707年）文武天皇崩御の際には造御竈司を務めている。
和銅元年（708年）正月に前年即位した元明天皇の下で太政官人事の再編成が行われた際に、小野毛野・中臣意美麻呂と共に中納言に任ぜられる。同年7月に二階昇進して正四位上に叙せられる。また同年9月には多治比池守と共に造平城京司長官に任ぜられ、平城京造営の責任者となる。和銅2年（709年）従三位に叙される。和銅5年（712年）には同族の引田邇閇・引田東人・引田船人・久努御田次・長田太麻呂・長田多祁留ら6人について、本来は阿倍氏の正統であることから自らと同様に阿倍氏へ改姓すべき旨を言上し、許されている。
元正朝では、霊亀3年（717年）正三位に昇叙された。同年（717年）8月3日に、臣姓の他田万呂について、阿倍氏と同族であるとして、阿倍他田朝臣への改姓を言上し許された。
養老2年（718年）大納言に至った。養老4年（720年）正月27日薨去。最終官位は大納言正三位。

## 人物
算術に優れ、藤原仲麻呂に算術を教授したという。算術の技能を買われて、たびたび造営官司を務めたものと想定される。

## 官歴
※ 『続日本紀』による。
- 時期不詳：直広肆
- 持統天皇7年（693年） 11月23日：直大肆、賜食封50戸
- 時期不詳：従五位上
- 大宝2年（702年） 12月23日：造大殿垣司（持統上皇崩御）
- 時期不詳：従四位下
- 慶雲元年（704年） 11月14日：引田朝臣から阿倍朝臣に改姓
- 時期不詳：従四位上
- 慶雲2年（705年） 4月22日：中納言
- 慶雲4年（707年） 10月3日：造御竃司（文武天皇崩御）
- 和銅元年（708年） 3月13日：中納言。7月15日：正四位上。9月30日：造平城京司長官
- 和銅2年（709年） 正月9日：従三位
- 霊亀3年（717年） 正月4日：正三位。10月12日：益封
- 養老2年（718年） 3月10日：大納言

## 系譜
- 父：阿倍比羅夫[7]
- 母：不詳
- 生母不明の子女
  - 男子：阿倍駿河[8]
  - 男子：阿倍子島[8]（?-764）
  - 男子：阿倍毛人[8]（?-772）

## 阿倍宿奈麻呂が登場する作品

### 小説
- 『平城京』（安部龍太郎、KADOKAWA、2018年）